# Hepalastis pumilio
Hepalastis pumilio là một loài bướm đêm thuộc họ Pterophoridae. Nó phân bố ở các xứ nhiệt đới khắp thế giới, bao gồm Argentina, Brasil, Colombia, Costa Rica, Cuba, Ecuador, Guadeloupe, Jamaica, México, Puerto Rico, Surinam, Nhật Bản, Micronesia quần đảo Virgin cũng như Queensland.
Sải cánh dài 12–15 mm. Con trưởng thành bay vào tháng 3, tháng 4 và tháng 6.
Ấu trùng đã được ghi nhận trên loài Desmodium incanum và Alysicarpus vaginalis.